# 부산체육고등학교
부산체육고등학교(釜山體育高等學校)는 대한민국 부산광역시 영도구 동삼동에 있는 공립 고등학교이다.

## 학교 연혁
- 1972년 12월 29일 : 부산체육학교 설립 인가
- 1973년 3월 5일 : 부산체육학교 개학 및 입학식
- 1973년 3월 16일 : 초대 장동수 교장 취임
- 1973년 11월 14일 : 부산체육고등학교로 승격 인가
- 1976년 3월 6일 : 부산체육고등학교로 개교
- 1978년 5월 21일 : 청운사(기숙사) 개관 (957m2)
- 1981년 11월 13일 : 백련관(체육관) 개관 (1,284m2)
- 1983년 5월 27일 : 꿈나무집(기숙사) 개관 (1,769m2)
- 1984년 4월 7일 : 수련관 증·신축 (유도장, Wrestling장, 역도장, Cycle장) (618m2)
- 1999년 12월 28일 : 트레이닝장 시설 확충(버터플라이 외 15종)
- 2003년 11월 14일 : 현대화 재개발 사업 개관 준공식
- 2011년 4월 22일 : 올림픽스포텔 개관
- 2013년 3월 1일 : 부산체육중학교 개교
- 2020년 2월 12일 : 제42회 졸업식(남 68명, 여 26명 계 94명) 총 3,509명 졸업
- 2023년 12월 28일 : 제46회 졸업식(졸업생 남 62명, 여 23명 총 졸업생 85명)
- 2024년 3월 4일 : 제49회 입학식(입학생 남 76명, 여 26명 총 입학생 102명)
- 2024년 9월 1일 : 제19대 곽정록 교장 취임

## 참고 자료
- 부산체육고등학교 - 한국교육학술정보원 학교알리미